# Grand River (South Dakota)
Der Grand River ist ein rechter Nebenfluss des Missouri River in South Dakota in den USA. Seine Länge beträgt 177 km.
Der Grand River entsteht durch den Zusammenfluss des North Fork (129 km lang, aus North Dakota kommend) und des South Fork (145 km lang) in der Nähe des Ortes Shadehill im Perkins County in South Dakota und unweit des Grand River National Grassland. 
Der Fluss fließt dann Richtung Osten durch die Standing Rock-Indianerreservat und mündete vor Errichtung des Stausees Lake Oahe bei Mobridge in den Missouri. Durch den Rückstau des Missouris liegt der Mündungspunkt in den Stausee bereits etwa 15 Kilometer westlich der Stadt.